# Tissue Microarray

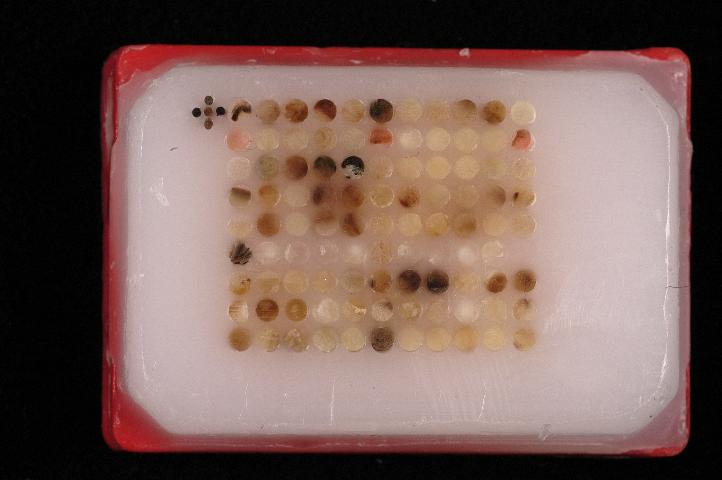
Un tissue microarray.

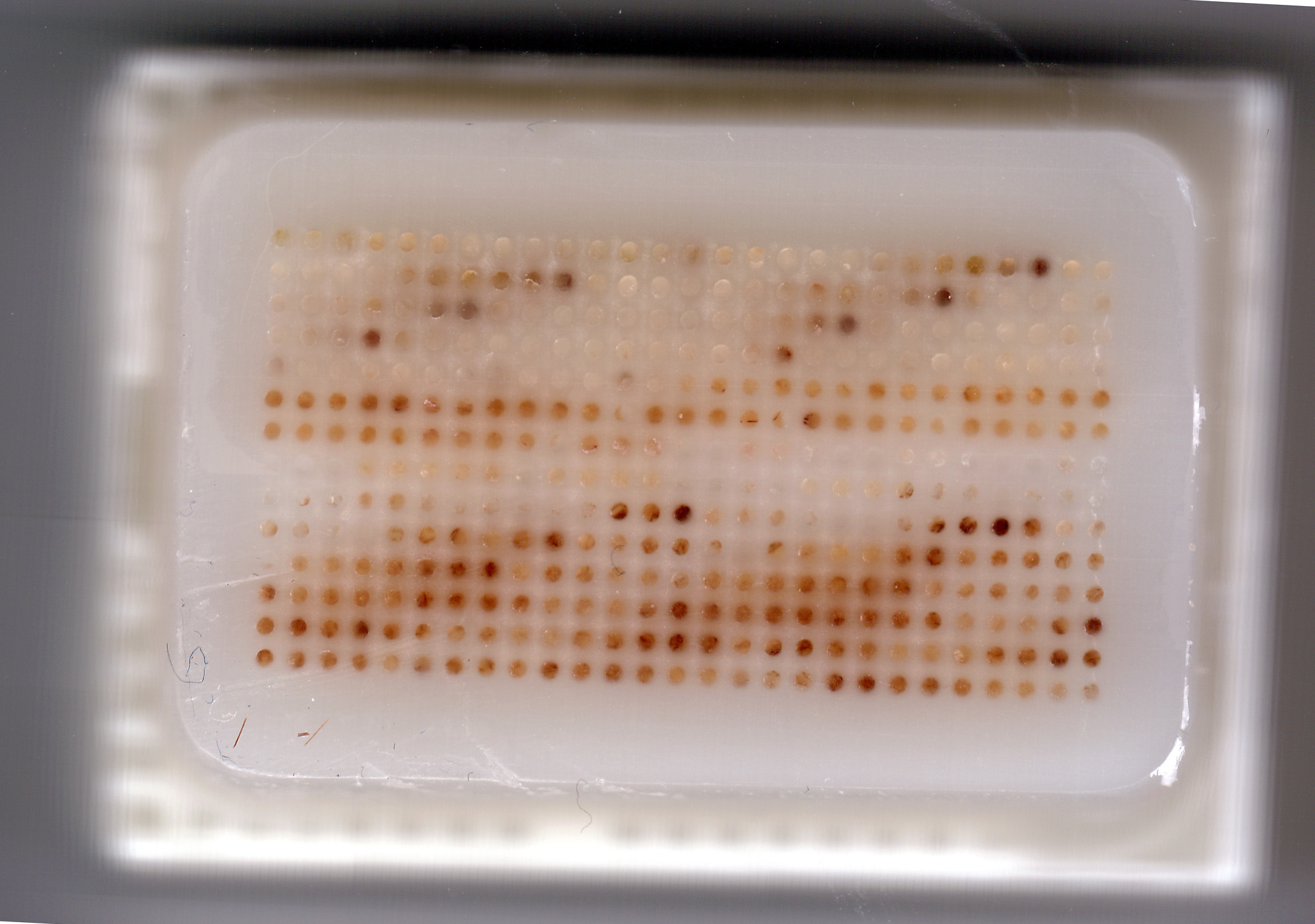
Un blocco di TMA 0.6 mm core.

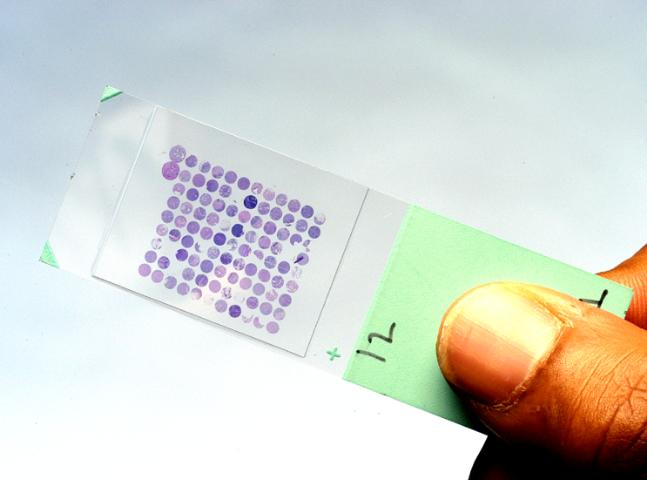
Una sezione di Tissue MicroArray.

I Tissue microarrays (in sigla TMAs) sono blocchi in paraffina nei quali sono collezionati prelievi di tessuto (tissue "cores") sotto forma di cilindretti provenienti da molteplici pazienti. I tissue "cores" sono assemblati in stile-array per consentire un'analisi istologica sotto vari aspetti.

## Storia
Uno dei vincoli principali nell'analisi clinica e molecolare dei tessuti è dato da:
- la molteplicità della natura delle procedure di preparazione dei tessuti;
- una disponibilità limitata di reagenti diagnostici;
- la grandezza limitata del tessuto prelevato dal paziente.

La tecnica dei tissue microarray venne sviluppata per far fronte a molti di questi problemi. 
Dei blocchi multi-tessuto vennero introdotti per la prima volta nel 1986 da H.Battifora con il cosiddetto "tissue block multitumorale (cosiddetto "sausage")". Venne migliorato nel 1990 e trasformato nel "checkerboard tissue block". Solo nel 1998, J. Kononen e collaboratori svilupparono la tecnica attuale, che utilizza un approccio molto semplice al fine di produrre blocchi di tessuto della stessa forma e grandezza in maniera tale che possano essere arrangiati (o utilizzando il termine tecnico "arrayed") in maniera precisa e densamente concentrata. 

## Procedura
Durante la tecnica dei TMAs, si utilizza un ago cavo per rimuovere dei piccoli "core" di tessuto dalla regione di interesse dal diametro di circa 0,6 mm. Il tessuto dal quale si preleva il blocchetto è incluso in paraffina (es. tessuti tipicamente prelevati da biopsie cliniche o da samples di tumori). Questi tissue core sono dunque inseriti in un recipiente di paraffina in maniera estremamente ordinata, per formare un pattern di array.
Le sezioni provenienti da questo blocco in paraffina sono successivamente sezionate mediante un microtomo, montate su un vetrino da microscopio e successivamente analizzati mediante qualsiasi metodo di analisi istologica standard. Ogni blocco di microarray può essere sezionato in 100-500 unità, che possono essere singolarmente utilizzate per altri test. I test comunemente utilizzati nei TMAs includono:
- immunoistochimica;
- ibridizzazione in situ con fluorescenza.

I TMAs sono particolarmente utili nell'analisi di prelievi di masse tumorali. 
Una variazione dei TMAs è data dai Frozen tissue array.

## Utilizzo in Anatomia Patologica e nella ricerca di base
L'utilizzo dei tissue microarrays in combinazione con l'immunoistochimica costituisce uno dei metodi principali per lo studio e l'efficienza dei biomarkers del cancro, soprattutto in diversi studi di coorte dove la popolazione è costituita da pazienti malati di cancro.
La possibilità di assemblare un enorme numero di prelievi rappresentativi di masse tumorali (a partire da una ben definita coorte di pazienti) che sia associata ad un enorme database clinico dona all'anatomopatologo o al ricercatore una potente risorsa per lo studio della correlazione tra patterns di espressione proteica e parametri clinici.
Dal momento che i prelievi di pazienti diversi sono assemblati nello stesso blocco ricevente, le sezioni possono essere preparate con lo stesso protocollo in maniera tale da evitare la variabilità sperimentale ed artefatti di natura tecnica. Le coorti cliniche di pazienti malati di cancro sono state utilizzate per lo studio e la scoperta di molteplici biomarkers di cancro predittivi, diagnostici e prognostici. Un esempio è dato dallo studio di biomarker per il cancro del polmone, mammella, colon-rettale e a cellule renali.
L'immunoistochimica in combinazione con i TMAs è stata utilizzata con enorme successo in esperimenti a larga-scala per creare una mappa di espressione proteica su scala globale. Il Human Protein Atlas si è basato soprattutto su queste tecniche per analizzare l'espressione di tutte le proteine umane nella maggior parte dei tessuti e organi umani normali, oltre che in tutte le forme principali di cancro umano.

## Collegamenti
- Citomica
- MicroArray ed Espressione genica (MAGE)